# 어유봉
어유봉(魚有鳳, 1672년 ~ 1744년)은 조선의 문신이자 학자이며 조선 후기의 거유(巨儒)였다. 본관은 함종(咸從). 자는 순서(舜瑞). 호는 기원(杞園). 경종의 장인 어유구(漁有龜)의 형이며, 선의왕후의 백부이다. 아내는 신안동김씨 김수증(김수항의 맏형)의 딸로 숙종의 후궁인 영빈 김씨의 고모이다. 사위는 홍상한으로 홍상한은 혜경궁 홍씨의 당숙이다. 그의 외현손은 정조의 부마인 홍현주이다. 아내의 사촌오빠인 김창협(金昌協)의 문인이다.

## 생애
사마시를 거쳐, 1699년 대과(大科)에 응시했다가 시험의 부정을 보고 과거 응시를 단념하였다.
뒤에 내시교관(內侍敎官)에 임명되었으나 사퇴하였다가 건원릉(健元陵) 참봉에 임명되어 부임하였다. 1719년 사헌부집의를 거쳐 양주(楊州)목사에 전임되자 사퇴하였다. 1722년 신임사화로 김창집(노론4대신)의 동생이었던 그의 스승 김창협이 화를 입자 신원(伸寃)을 상소하였다.
1732년 사복시정(司僕寺正) 등을 거쳐 사헌집의(執義)가 되고, 34년 호조참의, 1735년 승지, 찬선(贊善)을 지냈다.

### 사상
한원진(韓元震)과 이간(李柬)이 심성변(心性辨)으로 논쟁할 때 이간의 편에 서서, 인성(人性)과 물성(物性)은 동일하게 오행(五行)의 이치를 갖추었다고 주장하였다.

## 저서
- 《기원집》
- 《경설어록》
- 《오자수언》
- 《논어상설》
- 《어류요략》
- 《대월첩》
- 《풍아규송》

## 가족관계
- 고조부 : 어몽린(魚夢獜)
  - 증조부 : 어한명(魚漢明)
    - 종조부 : 어진열(魚震說) - 김창직(김수증의 아들, 영빈 김씨의 숙부)의 장인
    - 할아버지 : 어진익(魚震翼)
      - 아버지 : 어사형(魚史衡)
      - 어머니 : 유씨(柳氏) - 유거의 딸
        - 동생 : 어유구(魚有龜)
          - 질녀 : 선의왕후(경종의 계비)

        - 동생 : 어유붕(魚有鵬)
        - 누이 : 김순행에게 출가

- 장인 : 홍문도(洪文度)
- 장모 : (신) 안동 김씨 - 김수증(김수흥·김수항의 형)의 적장녀, 영빈 김씨의 고모
  - 처 : 남양 홍씨
    - 아들 : 어도응(魚道凝) - 관례 후 사망.
    - 양자 : 어석윤(魚錫胤) - 생부 : 어유붕
      - 손자 : 어용빈(魚用賓)

    - 장녀 : 홍상한(혜경궁 홍씨의 당숙)에게 출가

  - 처남 : 홍유인 - 이윤조(김만중의 처남)의 사위

## 같이 보기
- 어유구
- 김창협
- 선의왕후